# Callionymus risso
Il dragoncello minore (Callionymus risso) è un pesce di mare della famiglia Callionymidae.

## Distribuzione e habitat
È una specie tipica del mar Mediterraneo e del mar Nero. In Oceano Atlantico si incontra, raramente, solo lungo le coste portoghesi. Nei nostri mari è comune.

Vive su fondi mobili tra i 1 ed i 150 metri di profondità.

## Descrizione
Simile alla femmina degli altri Callionymidae, ha il muso più corto e gli occhi più grandi degli altri membri della famiglia. La spina opercolare ha solo 3 spine rivolte in alto. Il dimorfismo sessuale è meno spiccato: il maschio ha sulla prima pinna dorsale, che non è allungata, una macchia ocellare nera ed azzurra ed ha una striscia di macchie sulla parte laterale del ventre, formata da punti neri e blu elettrico alternati; la femmina ha la prima pinna dorsale nera e macchiette scure irregolarmente diffuse nell'area ventrale.

Non supera 8 cm di lunghezza.

## Riproduzione
Avviene in estate.